# Interleukin 8
Interleukin 8 (IL8 hoặc phối tử chemokine (mô-đun CXC) 8, CXCL8) là một chemokine được sản xuất bởi đại thực bào và các loại tế bào khác như tế bào biểu mô, tế bào cơ trơn đường dẫn khí  và tế bào nội mô. Các tế bào nội mô lưu trữ IL-8 trong các túi lưu trữ của chúng, các thể Weibel-Palade. Ở người, protein interleukin-8 được mã hóa bởi gen CXCL8. IL-8 ban đầu được sản xuất như một peptide tiền chất của 99 amino acid, sau đó trải qua quá trình phân tách để tạo ra một số đồng phân IL-8 hoạt động. Trong nuôi cấy, một peptide 72 amino acid là hình thức chính được tiết ra bởi các đại thực bào.
Có nhiều thụ thể trên màng bề mặt có khả năng liên kết IL-8; Các loại được nghiên cứu thường xuyên nhất là các thụ thể serpentine kết hợp protein G CXCR1 và CXCR2. Biểu hiện và ái lực với IL-8 khác nhau giữa hai thụ thể (CXCR1> CXCR2). Thông qua một chuỗi các phản ứng sinh hóa, IL-8 được tiết ra và là chất trung gian quan trọng của phản ứng miễn dịch trong phản ứng của hệ miễn dịch bẩm sinh.

## Chức năng
IL-8, còn được gọi là yếu tố hóa học bạch cầu trung tính, có hai chức năng chính. Nó gây ra chemotaxis trong các tế bào đích, chủ yếu là bạch cầu trung tính mà còn các bạch cầu hạt khác, khiến chúng di chuyển đến vị trí nhiễm trùng. IL-8 cũng kích thích thực bào khi chúng đến. IL-8 cũng được biết đến là một yếu tố thúc đẩy mạnh mẽ sự tân tạo mạch. Trong các tế bào đích, IL-8 gây ra một loạt các phản ứng sinh lý cần thiết cho việc di chuyển và thực bào, như tăng Ca 2+ nội bào, exocytosis (ví dụ giải phóng histamine) và vỡ hô hấp.
IL-8 có thể được tiết ra bởi bất kỳ tế bào nào có thụ thể giống như toll có liên quan đến phản ứng miễn dịch bẩm sinh. Thông thường, đó là các đại thực bào nhìn thấy một kháng nguyên đầu tiên, và do đó là các tế bào đầu tiên giải phóng IL-8 để tuyển các tế bào khác. Cả hai dạng monome và homodimer của IL-8 đã được báo cáo là tác nhân gây cảm ứng mạnh của thụ thể chemokine CXCR1 và CXCR2. Homodimer mạnh hơn, nhưng quá trình methyl hóa Leu25 có thể ngăn chặn hoạt động của homodimers.
IL-8 được cho là có vai trò trong sinh bệnh học của viêm tiểu phế quản, một bệnh đường hô hấp phổ biến do nhiễm virus. 

IL-8 là một thành viên của họ chemokine CXC. Các gen mã hóa điều này và mười thành viên khác của họ chemokine CXC tạo thành một cụm trong một khu vực được ánh xạ tới nhiễm sắc thể 4q.

## Hóa trị trung gian CXCL-8 của bạch cầu trung tính
CXCL8 là cytokine chính liên quan đến việc tuyển dụng bạch cầu trung tính đến vị trí bị hư hại hoặc nhiễm trùng; trong một quá trình gọi là hóa trị. Một số biến số rất cần thiết cho quá trình hóa trị thành công của bạch cầu trung tính, bao gồm sự biểu hiện gia tăng của các phân tử có độ bám cao để bảo vệ bạch cầu trung tính đến nội mô gần vị trí bị ảnh hưởng (và do đó không bị cuốn trôi vào hệ thống tuần hoàn), và đó là bạch cầu trung tính có thể tiêu hóa theo cách của nó thông qua màng tầng hầm và ma trận ngoại bào (ECM) để đến được vị trí bị ảnh hưởng. CXCL8 đóng một vai trò quan trọng trong việc tạo ra tín hiệu tế bào cần thiết để mang lại những thay đổi này.
Đầu tiên, tại vị trí giải phóng histamine gây nhiễm trùng gây giãn mạch mao mạch gần khu vực bị tổn thương làm chậm lưu lượng máu trong khu vực và khuyến khích bạch cầu, như bạch cầu trung tính, đến gần nội mạc và ra khỏi trung tâm của lòng trong đó tốc độ lưu lượng máu cao nhất. Một khi điều này xảy ra, các tương tác yếu được thực hiện giữa các chất selectin biểu thị trên các tế bào bạch cầu trung tính và nội mô (biểu hiện của nó cũng được tăng lên thông qua hoạt động của CXCL8 và các cytokine khác). Trên bạch cầu trung tính, đó là: L selectins và trên tế bào nội mô: P và E selectins. Điều này gây ra giai đoạn "lăn" của hóa trị.
Một khi bạch cầu trung tính lăn dọc theo nội mạc, nó sẽ tiếp xúc với một phân tử CXCL8 thể hiện trên bề mặt kích thích đường dẫn tín hiệu tế bào, qua trung gian thụ thể protein kết hợp G. Sự gắn kết của CXCL8 với CXCR1 / 2 trên bạch cầu trung tính kích thích bạch cầu trung tính điều chỉnh tăng biểu hiện của integrin, LFA-1, tham gia vào liên kết ái lực cao với các thụ thể ICAM-1 thể hiện trên nội mô. Biểu thức và ái lực của LFA-1 được tăng lên đáng kể để tối đa hóa liên kết. Điều này làm cho bạch cầu trung tính chậm lại nhiều hơn cho đến khi nó đứng yên. Một chức năng quan trọng khác của tín hiệu tế bào được kích thích bởi CXCL8, là sự khởi đầu của vụ nổ oxy hóa. Quá trình này cho phép tích tụ các enzyme phân giải protein và các loại oxy phản ứng (ROS) cần thiết để phá vỡ ECM và màng đáy. Chúng được phát hành trong các hạt bài tiết, cùng với nhiều integrins hơn. Việc phát hành ROS và các enzyme gây tổn hại được quy định để giảm thiểu thiệt hại của vật chủ, nhưng vẫn tiếp tục đến nơi bị nhiễm trùng mà tại đó nó sẽ thực hiện các chức năng của nó.

## Các tế bào đích
Trong khi bạch cầu hạt trung tính là các tế bào đích chính của IL-8, có một phạm vi tương đối rộng (tế bào nội mô, đại thực bào, tế bào mast và tế bào keratinocytes) đáp ứng với chemokine này. Hoạt tính hóa học của IL-8 ở nồng độ tương tự với động vật có xương sống đã được chứng minh trong Tetrahymena pyriformis, cho thấy cấu trúc và chức năng được bảo tồn tốt về mặt hóa học đối với chemokine này.

## Ý nghĩa lâm sàng
Interleukin-8 là một chất trung gian chính liên quan đến tình trạng viêm trong đó nó đóng vai trò chính trong việc thu nhận bạch cầu trung tính và thoái hóa bạch cầu trung tính. Một ví dụ, nó đã được trích dẫn như một trung gian hòa giải viêm trong viêm nướu  và bệnh vẩy nến.
Sự bài tiết Interleukin-8 được tăng lên do stress oxy hóa, do đó gây ra sự tuyển dụng các tế bào viêm và gây ra sự gia tăng hơn nữa các chất trung gian căng thẳng oxy hóa, làm cho nó trở thành một thông số chính trong viêm cục bộ. IL-8 được chứng minh là có liên quan đến béo phì.
IL-8 cũng được cho là có vai trò trong ung thư đại trực tràng bằng cách đóng vai trò là yếu tố tăng trưởng tự tiết cho các dòng tế bào ung thư biểu mô đại tràng  hoặc thúc đẩy sự phân chia và di chuyển có thể bằng cách cắt các phân tử metallicoproteinase.
Nếu người mẹ mang thai có nồng độ interleukin-8 cao, sẽ tăng nguy cơ mắc bệnh tâm thần phân liệt ở con cái. Nồng độ Interleukin 8 cao đã được chứng minh là làm giảm khả năng đáp ứng tích cực với thuốc chống loạn thần trong bệnh tâm thần phân liệt.
IL-8 cũng đã được liên quan đến bệnh lý của bệnh xơ nang. Thông qua hoạt động như một phân tử tín hiệu IL-8 có khả năng tuyển dụng và hướng dẫn bạch cầu trung tính đến biểu mô phổi. Quá kích thích và rối loạn chức năng của các bạch cầu trung tính được tuyển dụng trong đường dẫn khí dẫn đến việc giải phóng một số phân tử gây viêm và protease dẫn đến tổn thương mô phổi.

## Danh pháp
IL-8 được đổi tên thành CXCL8 bởi Tiểu ban danh pháp hóa học của Liên minh quốc tế các Hiệp hội miễn dịch,. Biểu tượng gen HUGO được phê duyệt của nó là CXCL8.

## Quy định biểu thức
Sự biểu hiện của IL-8 được quy định tiêu cực bởi một số cơ chế. MiRNA-146a / b-5p gián tiếp đàn áp biểu hiện IL-8 bằng cách tắt tiếng biểu hiện của IRAK1. Ngoài ra, 3'UTR của IL-8 chứa yếu tố giàu A / U khiến nó cực kỳ không ổn định trong một số điều kiện nhất định. Biểu hiện IL-8 cũng được quy định bởi yếu tố phiên mã NF-B. Quy định NF-κB đại diện cho một liệu pháp chống IL-8 mới để sử dụng trong các bệnh viêm như xơ nang. Con đường dẫn đến việc tạo ra sự phosphoryl hóa protein ribosome S6 (rpS6) cũng đã được tìm thấy để tăng cường tổng hợp protein IL-8. Sự kiểm soát tịnh tiến này của biểu thức IL-8 phụ thuộc vào seqeunces giàu A / U (APS), được tìm thấy trong 3'UTR của IL-8 ngay sau codon dừng.